# اوسیپ
اوسیپ یک کتابخانه نرم‌افزار رایگان برای برنامه‌های VoIP است که لایه‌های پایین‌تر پروتکل شروع جلسه (SIP) را اجرا می‌کند. این کتابخانه شامل حداقل کد مورد نیاز هر برنامه SIP است و انعطاف‌پذیری کافی برای اجرای هرگونه گسترش یا رفتار SIP را فراهم می‌کند. سپتامبر ۲۰۰۰ شروع به کار کرد و در آوریل ۲۰۰۱ منتشر شد، از قدیمی‌ترین پشته‌های منبع باز SIP است که هنوز در حال توسعه و نگهداری است. این پروژه در 2002 به عنوان GNU oSIP بخشی از پروژه GNU شد.

## نرم‌افزار با استفاده از oSIP
- eXosip، کتابخانه "eXtended osip". فرمت oSIP برای پیاده‌سازی تلفن‌های نرم‌افزاری نوشته شده توسط Aymeric Moizard.
- جادوگر GNU SIP

## نرم‌افزاری که از oSIP استفاده می‌کند
- تلفن Linphone اولین پروژه مبتنی بر oSIP و eXosip بوده‌است.
- جامی (نرم‌افزار).
- FreeSWITCH.

## استفاده در تحقیقات دانشگاهی
- Yang, Yang (2007). SIP over Client Initiated Connections (Thesis). Helsinki University of Technology. Archived from the original on 2 April 2016. Retrieved 11 March 2021.
- Burgy, Laurent (2008). Approche langage au développement du support protocolaire d'applications réseaux (PDF) (Thesis). University of Bordeaux 1.
- Dai, H B (2008). Theory and Implementation of VoIP Based SIP Protocol (Thesis). Chinese Geology University (Beijing).
- Wang, H (2008). The Design and Development of IP Phone's Added-Vale Services Based on SIP Protocol (Thesis). Beijing University of Posts and Telecommunications.
- SongYuNa (2009). The Research and Development of Embedded VoIP Gateway Based on IXP425 (Thesis). Tianjin University.
- Zhang, Z H (2010). Research And Implementation Of IP Phone Terminal Based On SIP Protocol (Thesis).